# باشگاه فوتسال شن‌سا ساوه
باشگاه فوتسال شن‌سا ساوه یکی از موفق‌ترین تیم‌های فوتسال ایران در سال‌های اخیر است که در شهر ساوه، استان مرکزی قرار دارد. شن‌سا در فصل (۸۶-۸۷) به دلیل نپرداختن جرایم مالی خود به فدراسیون فوتبال به دسته دوم لیگ فوتسال ایران سقوط کرد و پس از آن از شرکت در تمامی لیگ‌های فوتسال کناره گیری کرد.
باشگاه شن‌سا ساوه قهرمان نخستین دوره جام باشگاه‌های آسیا در سال ۱۳۸۴، مسابقات بین‌المللی پرتغال موسوم به جام جهانی کوچک در سال ۱۳۸۶ و قهرمان لیگ برتر فوتسال ایران در سال ۱۳۸۵ شده‌است.

## بازیکنان مطرح
- سعید عبدالله‌نژاد
- سیامک داداشی
- محمد کشاورز
- محمود لطفی
- مصطفی نظری
- احمد پری‌آذر
- حمید رضائی نژاد
- محمدرضا زحمتکش
- رسول بهمنی
- ساویو سوسا
- گومز